# Kort ränta
Kort ränta är den marknadsränta som avser lån kortare än ett år. Nivån bestäms i praktiken av ett lands centralbank, dvs i Sverige Riksbanken.
Riksbanken bestämmer nivån på den korta räntan genom att justera den s.k. reporäntan. Eftersom bankerna har konto hos Riksbanken styr reporäntan vilken ränta bankerna får på sin kortvariga in- och utlåning.
Motsatsen är lång ränta.